# Krajnc
Krajnc je priimek več znanih Slovencev:

## Znani nosilci priimka
- Alen Krajnc, nogometaš
- Aleš Krajnc (*1970), hokejist
- Aljaž Krajnc (*1995), katoliški teolog, religiolog? (magistriral iz arabskih in islamskih študijev)
- Ana Krajnc (*1938), pedagoginja in andragoginja, univ. profesorica
- Ana Marija Krajnc, čembalistka
- Andraž Krajnc, fizik, raziskovalec Kemijskega inštituta
- Andrej Krajnc (*1956), učitelj plesa
- Anton Krajnc (*1949), avstrijsko-slovenski slikar, grafik, kipar (male plastike)
- Anton Krajnc, agronom, ravnatelj Biotehniške šole Maribor
- Barbara Krajnc Avdić (*1973), igralka, gledališka pedagoginja
- Bojan Krajnc (*1967), TV novinar, urednik, scenarist
- Bojan Krajnc, atlet
- Boris Krajnc (1913—1948/50?), kemik, žrtev Dachavskih procesov
- Darko Krajnc (*1975), politik
- Dejan Krajnc (umetniško ime Dejan Dogaja) (*1993), pevec in TV voditelj
- Dimitrij Krajnc, izdelovalec pohištva in lesenih igrač
- Dragica Krajnc, filozofinja
- Fanika Krajnc Vrečko, literarna zgodovinarka, prevajalka, bibliotekarka
- Gabrijela Krajnc (*1965), športna plezalka
- Gašper Krajnc (*1985), stripar, risar, ilustrator
- Gregor Krajnc (*1976), hokejist
- Iva Krajnc (*1978), igralka
- Ivan Krajnc (*1948), zdravnik revmatolog in imunolog, univ. profesor
- Janez Krajnc (1817—1908), učitelj, metodik slovenskega jezika
- Jože Krajnc (1953—2024), humorist ... (Strašna Jožeta)
- Jože Krajnc, judoist
- Jožef Krajnc (1821—1875), pravnik, univ. profesor
- Klemen Krajnc, rokometaš
- Saša Krajnc, TV-voditelj
- Laura Krajnc, pevka in umetnica
- Lea Krajnc (*1993), rokometašica
- Luka Krajnc (*1994), nogometaš
- Maja Krajnc (*1982), filmologinja, cineastka, dr. medijskih študij
- Matej Krajnc (*1975), slovenski književnik, glasbenik in publicist
- Marjan Krajnc (1927—2013), gradbenik, podjetnik in politik
- Marjan Krajnc (*1946), ekonomist, gospodarstvenik
- Marjeta Krajnc >>por. Marjeta Knez, matematičarka
- Matjaž Krajnc (*1969), kemik
- Milan Krajnc (*1974), pedagog, podjetnik, krizni vodja
- Milenca Krajnc, županja Občine Kozje
- Milovan Krajnc (1920—2009), slikar, likovni pedagog
- Mira Krajnc Ivič, slovenistka, univ. prof.
- Mladen Krajnc (1945—1988), nogometaš
- Natalija Krajnc, zdravnica, strokovna direktorica Bolnišnice Slovenj Gradec
- Nataša Krajnc/Prinčič (*1981), fotomodel, miss Slovenije
- Nike Krajnc (*1970), dr. gozdarstva, direktorica Gozdarskega inštituta
- Peter Krajnc, kemik, univ. prof. (UM)
- Saša Krajnc, sociologinja itd.
- Saša Krajnc, TV voditelj (TV dnevnik RTVS)
- Silvin Krajnc (*1948), frančiškanski pater, dr. teol.
- Slavko Krajnc (1929—2019), kipar, likovni pedagog
- Slavko Krajnc (*1960), minorit, teolog, liturgik, prof. TEOF
- Stanka Krajnc Simoneti (*1928), zdravnica socialne medicine, univ. prof.
- Tajda Krajnc, citrarka
- Uroš Krajnc (*1948), gradbenik hidrotehnik, ekolog
- Vanja Krajnc, pisateljica
- Viktor Krajnc (1847—1915), generalmajor avstroogrske armade
- Žare Krajnc (*1961), lokostrelec